# Danish Open 2011
Il Danish Open 2011 è stato un torneo di tennis giocato sul cemento indoor. È stata la 2ª edizione del torneo, che ha preso il nome di e-Boks Sony Ericsson Open per motivi di sponsorizzazione e che fa parte della categoria International nell'ambito del WTA Tour 2011. Si è giocato a Farum in Danimarca dal 6 al 12 giugno 2011.

## Partecipanti

### Teste di serie
| Giocatrice                 | Nazionalità | Ranking* | Testa di serie |
| -------------------------- | ----------- | -------- | -------------- |
| Caroline Wozniacki         | Danimarca   | 1        | 1              |
| Klára Zakopalová           | Rep. Ceca   | 32       | 2              |
| Bethanie Mattek-Sands      | Stati Uniti | 34       | 3              |
| Lucie Šafářová             | Rep. Ceca   | 37       | 4              |
| Barbora Záhlavová-Strýcová | Rep. Ceca   | 49       | 5              |
| Anastasija Sevastova       | Lettonia    | 53       | 6              |
| Jelena Dokić               | Australia   | 59       | 7              |
| Alberta Brianti            | Italia      | 63       | 8              |

- Ranking al 23 maggio 2011.

### Altre partecipanti
Giocatrici che hanno ricevuto una Wild card:
- Julia Boserup
- Malou Ejdesgaard
- Karolína Plíšková

Giocatrici passate dalle qualificazioni:

- Mona Barthel
- Alexa Glatch
- Johanna Konta
- Galina Voskoboeva

## Campionesse

### Singolare
Caroline Wozniacki ha battuto in finale  Lucie Šafářová con il punteggio di 6–1, 6–4
- È il 5º titolo dell'anno per Caroline Wozniacki il 17° della sua carriera.

### Doppio
Johanna Larsson /  Jasmin Wöhr hanno battuto in finale  Kristina Mladenovic /  Katarzyna Piter con il punteggio di 6–3, 6–3